# Новоаксайский
Новоакса́йский — («Новый Аксай») хутор в Октябрьском районе Волгоградской области России, административный центр Новоаксайского сельского поселения.

## История
Дата основания не установлена. По состоянию на 1897 год хутор Ново-Аксайский относился к юрту станицы Кобылянской Второго Донского округа области войска Донского, в хуторе проживало 264 души мужского и 301 женского пола.
К 1915 году в хуторе имелось 100 дворов, проживало 312 души мужского и 304 женского пола.
В 1918 году образован Новоаксайский сельский совет. В 1928 году открыта школа первой ступени. В 1929 году началась коллективизация, в хуторе было раскулачено 50 семей.
В 1930 году образован колхоз имени Сталина.

## География
Хутор расположен в степной зоне на северо-западе Ергенинской возвышенности, относящейся к Восточно-Европейской равнине, на правом берегу реки Аксай Есауловский, на высоте около 40 метров над уровнем моря. Рельеф местности холмисто-равнинный, северо-западной границей хутора является балка Песчаная. Почвы — каштановые солонцеватые и солончаковые.
По автомобильным дорогам расстояние до областного центра города Волгограда составляет 180 км, до районного центра посёлка Октябрьский — 33 км, до ближайшего города Котельниково — 48 км.
Климат
Климат умеренный континентальный с жарким летом и малоснежной, иногда с большими холодами, зимой. Согласно классификации климатов Кёппена климат характеризуется как влажный континентальный (индекс Dfa). Температура воздуха имеет резко выраженный годовой ход. Среднегодовая температура положительная и составляет + 8,9 °С, средняя температура января −6,1 °С, июля +24,0 °С. Расчётная многолетняя норма осадков — 380 мм, наибольшее количество осадков выпадает в декабре и июне (по 40 мм), наименьшее в марте и октябре (по 24 мм).
Часовой пояс
Новоаксайский, как и вся Волгоградская область, находится в часовой зоне МСК (московское время). Смещение применяемого времени относительно UTC составляет +3:00.

## Население
Динамика численности населения по годам:
| 1987 | 2002 |
| ---- | ---- |
| ≈870 | 911  |

| 1897 | 1915 | 2010 |
| ---- | ---- | ---- |
| 565  | ↗616 | ↗742 |